# FK Rabotnički
FK Rabotnički (în macedoneană ФК Работнички) este o echipă de fotbal din Skopje, Macedonia.

## Palmares
Prima Ligă (Macedonia): 3
- 2005
- 2006
- 2008

Cupa Macedoniei: 2
- 2008
- 2009

## Rabotnicki în Europa

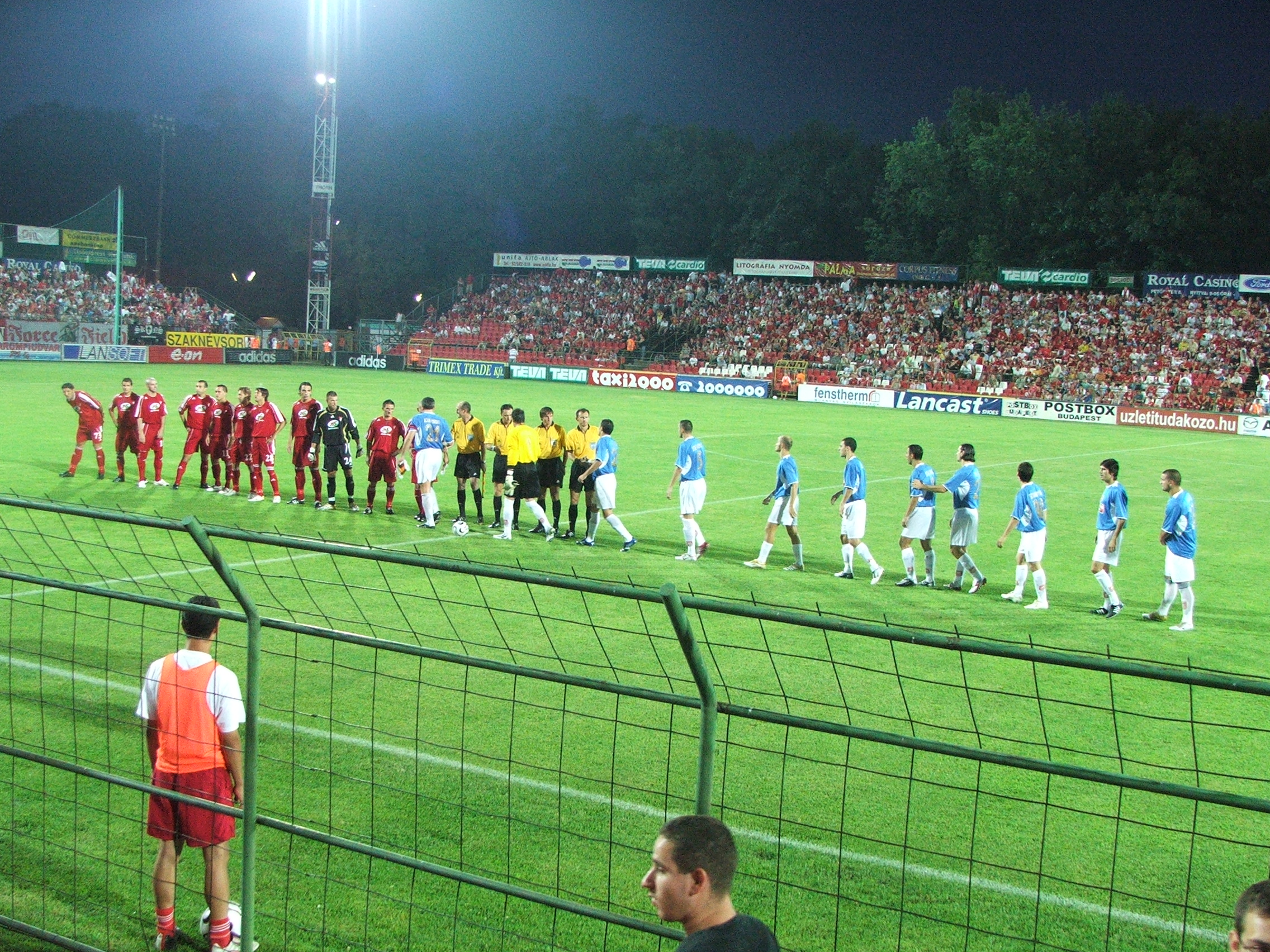
În meciul de calificări din 2006 din UEFA Champions League împotriva echipei maghiare Debreceni VSC.

- Q = calificări
- R1 = prima rundă / R2 = a doua rundă / R3 = a treia rundă

| Sezon   | Competiție            | Rundă |                       | Club              | Scor     |
| ------- | --------------------- | ----- | --------------------- | ----------------- | -------- |
| 2000/01 | Cupa UEFA             | QR    | Ucraina               | Vorskla Poltava   | 0-2, 0-2 |
| 2005/06 | UEFA Champions League | Q1    | Letonia               | Skonto            | 6-0, 0-1 |
|         |                       | Q2    | Rusia                 | Lokomotiv Moscova | 1-1, 0-2 |
| 2006/07 | UEFA Champions League | Q1    | Luxemburg             | F91 Dudelange     | 1-0, 0-0 |
|         |                       | Q2    | Ungaria               | Debreceni VSC     | 1-1, 4-1 |
|         |                       | Q3    | Franța                | Lille             | 0-3, 0-1 |
| 2006/07 | Cupa UEFA             | R1    | Elveția               | Basel             | 2-6, 0-1 |
| 2007/08 | Cupa UEFA             | Q1    | Slovenia              | Gorica            | 2-1, 2-1 |
|         |                       | Q2    | Bosnia și Herțegovina | Zrinjski Mostar   | 0-0, 2-1 |
|         |                       | R1    | Anglia                | Bolton Wanderers  | 1-1, 0-1 |
| 2008/09 | UEFA Champions League | Q1    | Azerbaidjan           | Inter Baku        | 0-0, 1-1 |
| 2009/10 | UEFA Europa League    | Q2    | Irlanda de Nord       | Crusaders         | 1-1, 4-2 |
|         |                       | Q3    | Danemarca             | Odense            | 3-4, 0-3 |

## Jucători notabili
- Adekunle Lukmon
- Nderim Nedžipi
- Ivan Tričkovski